# 滝川市立図書館
滝川市立図書館（たきかわしりつとしょかん）は、北海道滝川市にある公共図書館である。市役所庁舎に入居しており、市の財政圧迫を抑えつつ、利便性の高い立地を活かしたサービスの向上、利用促進ならびに中心市街地の活性化を図っている。また、東日本大震災の際には、たまたま同時期に廃止された移動図書館車を活用して被災地へ本を寄贈するなどの支援活動を行った。

## 歴史

### 滝川市立図書館の建設
滝川市の図書館の歴史は、1962年（昭和37年）7月に現在の平和公園の南隣りに建設された児童会館に図書室が開設されたことから始まる。児童・生徒用の図書300冊からのスタートだった。
その後、滝川市総合開発計画の教育・文化振興構想に基づき、1973年（昭和48年）に、独立した図書館が滝川市文化センターの隣に建設された。「市民に親しまれる図書館」・「子どもを育てる図書館」・「市勢資料（情報）センター」の実現を目指す図書館として、同年6月に開館した。

### 市庁舎への移転と時代に合わせたサービス展開
建設当時は斬新なデザインの図書館施設であったが、時代の経過とともに求められる設備やサービスのありかたが変化し、閲覧スペース不足やバリアフリー対応の不十分さなどが目立つようになり、利用者ニーズに応えられなくなった。また、施設の老朽化が進行したことに加え、耐震工事の必要性も浮上した。そこで、これらの問題を解決するため、2006年（平成18年）に図書館移転検討委員会が設置され、2007年（平成19年）からは図書館整備準備委員会として、図書館のあり方について議論が進められたほか、市民に対するアンケートによる意見収集も行われた。市の財政事情も踏まえて検討が重ねられた結果、市街地中心部に位置し、職員数が削減され空きスペースが生まれていた市役所庁舎内へ移転することが決定した。移転工事は2011年（平成23年）10月に完了し、同年11月に開館した。移転に伴う経費は約1億8千万円で、旧図書館の耐震補強の想定経費（約8千万円）よりは割高となったが、新築移転する場合の10分の1であった。
市役所への移転により、開架面積は従来比で約2倍、開架件数も約1.7倍となり、旧図書館の課題であったバリアフリー化や閲覧席の充実化も果たされた。移転に合わせて図書館システムも導入され、貸出冊数は5冊から10冊に増やされた。また、開館時間も平日19時まで2時間延長され、年間の開館日数も約330日に拡大された。2012年（平成24年）には、國學院大學北海道短期大学部図書館と相互協力に関する協定を結んだほか{、近隣にある滝川市立病院や学校、商店街などとの連携を深め、様々な展示や催し物がこまめに実施された。
移転後の図書館には利用者から好意的なコメントが寄せられている。2012年度には年間来館者数が10万人を超え、旧図書館に比べて約3倍、1日あたりの貸出も約660冊と約2倍に増えた。さらに、市街地の賑わい創出に関する各種事業との連携により、都市の賑わい創出、回遊・滞留ルートの形成も進んでいる。

## 施設概要
本図書館は11階建ての滝川市役所庁舎の2階に入居する。館内は、ワンフロアで開架冊数は6万冊、図書収容能力は16万冊である。書架を低くして全体を見やすく、車椅子で利用しやすいように書架の間も広くとられている。閲覧スペースとしては、読書席140席、小上がりスペース、学習室が用意されている。
それらに加えて、小さな子どもから高齢者、障害者なども利用しやすいように、授乳室、幼児用トイレ、ベビーカート、子どもと荷物を一緒に乗せられるショッピングカートなども設置されている。
新図書館の特長としては、「出会いといのちの森」と題して図書館全体を森とイメージし、旧図書館での日本十進分類法に基づく図書の配架から、テーマに沿って児童書と一般書を一緒に集めたゾーン形式の配架に変更した。全体は8つの森で構成され、乳幼児向けの「えほんの森」から始まり、子どもが大人になっていく成長過程に合わせて、おはなし、ちしき、文学、いのち、くらしの森といったテーマに沿って図書を配置されており、館内を一周することで発達段階に合わせた本や情報と出会うことができる。

## サービス
滝川市立図書館を利用できるのは、滝川市内に居住している人、滝川市内に勤務・通学している人、ならびに、館長がやむを得ない理由があると認めた人である。
基本的なサービス内容は以下の通りである
- 開館時間 - 9:30～19:00（月曜日～金曜日）、9:30～17:00（土曜日～日曜日）
- 休館日 - 祝日（土曜日と日曜日をのぞく）、木曜日、年末年始、特別整理期間
- 貸出し - 一人10冊以内、期間は2週間以内

OPACが導入されており、市庁舎内の市立図書館と江部乙図書コーナー（後述）の蔵書検索や予約が利用可能である。両施設内の端末および館外からインターネット経由でアクセス可能。

## 立地
JR北海道滝川駅から徒歩で15分程度。前述のとおり図書館が市役所庁舎に入居しており、北海道内では珍しい施設である。市役所は中心市街地に立地しており、市役所に来たついで、買い物や通院のついで、バスの待ち時間などでも利用されている。

## 移動図書館車
かつて、滝川市立図書館では移動図書館車を運行していた。車両は「プラタナス号」と名付けられ、1974年（昭和49年）に運行を開始し、2010年（平成22年）4月の時点において、市内29か所を月1回のスケジュールで巡回して図書の貸出を行っていた。しかし利用者が減少したことにより、2011年（平成23年）3月に廃止された。
一方で2008年（平成20年）には、1994年（平成6年）から図書館への寄付を続けていた「国際ソロプチミスト滝川」より車両1台が寄贈された。この車両は「キッズブックカー」と名付けられ、学校などへの図書の運搬に用いられている。2018年（平成30年）にも、「国際ソロプチミスト滝川」より2台目が寄贈された。

### 被災者支援プロジェクト
プラタナス号が廃止されたのは2011年3月末であるが、その月の11日には東日本大震災が発生していた。滝川市教育長は、引退したプラタナス号を活用して被災者支援を行うことを発案し、「被災地の子どもたちに絵本を届けよう」プロジェクトとして具体化された。この取り組みでは、被災した子どもたちに笑顔を取り戻してほしいという趣旨で、絵本や図鑑といった子ども向けの本を市民から寄贈してもらった。そして、寄贈図書に市内の子どもたちによるメッセージカードが添えられて被災地に届けられることとなった。図書の寄贈には、近隣の芦別市、砂川市、深川市、新十津川町、歌志内市の図書館も協力した。
寄贈図書はプラタナス号とキッズブックカーに積みこまれ、震災発生から約一か月後の4月17日に滝川市職員らの運転で被災地に向けて出発した。被災地では、車両ごとに2班に分かれて4月19日から22日まで、気仙沼市、南三陸町など11市町、延べ15か所の避難所を巡回した。絵本など4750冊を寄贈したほか、読み聞かせ活動なども行われた。

## 図書コーナー
滝川市では市立図書館のほかに、以下の市の施設等に「図書コーナー」が設置されている。江部乙図書コーナーのみOPACが導入されている{。一部の図書コーナーは管理人が常駐していないため、利用時間等は事前に問い合わせる必要がある。
| 名称                       | 住所                                               |
| -------------------------- | -------------------------------------------------- |
| 江部乙図書コーナー         | 滝川市江部乙町東11丁目13番1号 農村環境改善センター |
| 緑地区公民館図書コーナー   | 滝川市緑町6丁目3番11号                             |
| 本町地区公民館図書コーナー | 滝川市本町4丁目3番5号                              |